# Paleta do Museu Metropolitano de Arte
A Paleta do Museu Metropolitano de Arte é uma paleta cosmética em grauvaque do Egito, esculpida em baixo relevo, datada de Nacada III (3200–3000 a.C.). Foi obtida em 1928 no Egito por Maurice Nahman com fundos de Edward Harkness. Ela mede 9 centímetros de altura e 5,5 de largura. Günter Dreyer pensou que o sereque presente no centro da composição pertencia a certo faraó por ele chamado Falcão I, a quem também atribuiu outras fontes.